# El Tejar (Costa Rica)
El Tejar è un distretto della Costa Rica, capoluogo del cantone di El Guarco, nella provincia di Cartago.